# 香港警察委任證
香港警察委任證是香港警察的身份和職權識別證明。根據《警察通例》第20章，警員在任何時候均須隨身攜帶委任證，以顯示警員的姓名、職級及委任號碼等資料。 

## 歷史
香港警察使用委任證的歷史源自英殖香港皇家警察時代當時宗主國英國的制度，警員向市民出示委任證以證明其身份在英國，除了警察外，軍情五處（內務情報）官員也携帶委任證。。 

## 委任證內容

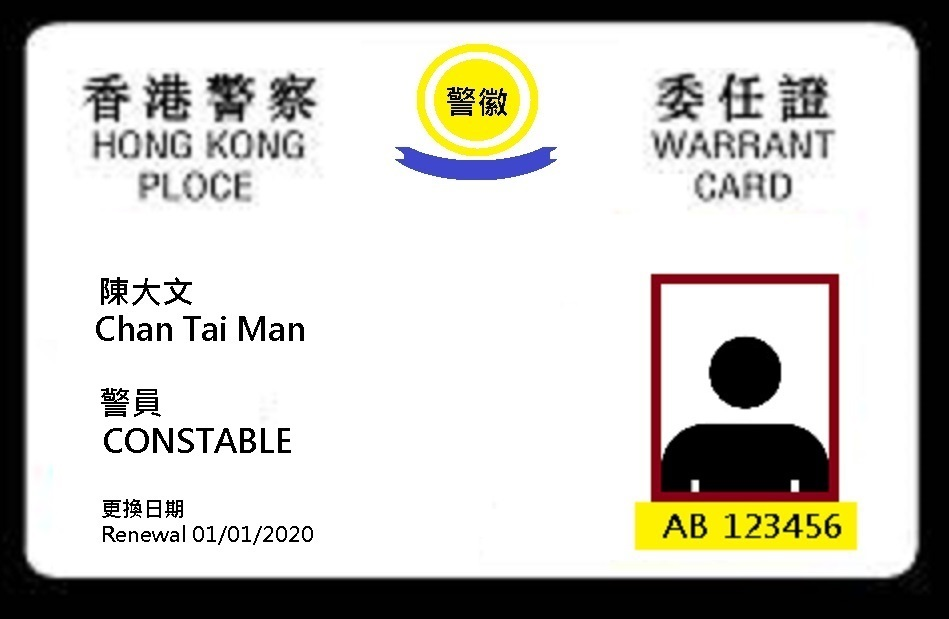
香港警察委任證式樣

委任證的正面以中文、英文及彩圖方式印有以下資料：
- 警員照片
- 警員姓名
- 警員職級
- 僱員號碼
- 「香港警察」及「HONG KONG POLICE」字眼的鐳射標記
- 警徽标志（彩色）
- 背面聲明：「本證持有人是經正式委任的香港警察，其相片及資料載於背面。」[3]

## 出示委任證的相關法規

### 《警察通例》
依據《警察通例》，警員行使權力時必須表明身分，便衣人員需出示委任證： 
|                                | 要擬進行的工作不妨礙人員妥為保管委任證，警務人員在任何時候均須隨身攜帶委任證。便衣人員不論是否當值，在與巿民接觸和行使警察權力時，必須表明身分及出示委任證。在案發現場的便衣人員，須將委任證掛在顯眼的地方，讓人易於辨認其身分。 |
| ——《警察通例》第20章14條第二點 | |

在有市民要求時，警長以下職級的警員應披露職級及警務處職員編號： 
|                         | 在不損害行動效率的情況下，人員於行使其法定權力時，在市民要求下應披露足以辨別其身分的個人資料。人員按要求表明身分後，應最低限度透露以下資料: （警長以下職級）職級及警務處職員編號。 |
| ——《警察通例》第20章3條 | |

### 高等法院判決案例
1997年，一位名為Lau Yin Kum的女士被警員截查期間曾要求警員出示委任證，並隨後發生衝突，警員亦以「阻差辦公」的罪名將Lau Yin Kum拘捕。原審裁判官裁定警員當時正在執行職務，而被告Lau Yin Kum的行為構成阻差辦公，因而判被告罪名成立，被告隨即上訴。然而，高等法院推翻了原審裁判，指出原審裁判官似乎認為被告沒有在警員要求下立即出示她的身份證，並要求一名軍裝警員出示委任證，此行為構成「阻差辦公」。高等法院清楚指出，這並非妥當的定罪基礎，因為「一名市名有權要求一名執行職務中的警員，不論他是軍裝與否，出示他的委任證以資識別」（第七段，筆者中譯）。換言之，要求警員在執行職務時出示委任證，不能算是阻差辦公。

### 《警訊》對出示委任證的描述
2014年，《警訊》在節目中提到一名應屆會考生被身穿綠色軍裝自稱警員的男子「即時罰款」，取去一百元現金，《警訊》在節目中教市民如何辨識真假委任證。同年的另一集《警訊》中，主持表示市民有權向警員要求出示委任證，而警員亦需要遵從指示出示。 
2019年6月21日，元朗721事件前夕，葵涌警區重案組第二隊督察賈耀坤在當日《警訊》節目中表示，便衣警務人員行使警察權力時，必須主動出示委任證。軍裝警務人員行使警察權力時，若市民提出要求，亦須出示委任證。由於節目播放9天前正直612示威中蒙面速龍小隊拒絕出示委任證及展示警員編號的爭議中，輿論認為該集節目的內容十分諷刺。

## 反修例運動中警員未有出示委任證爭議

### 背景

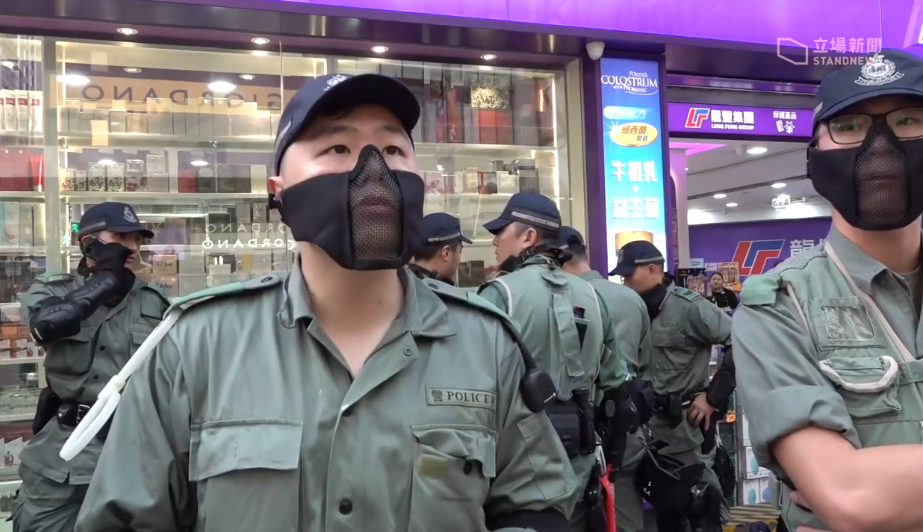
香港警察被質疑蒙面及執勤不出示委任證

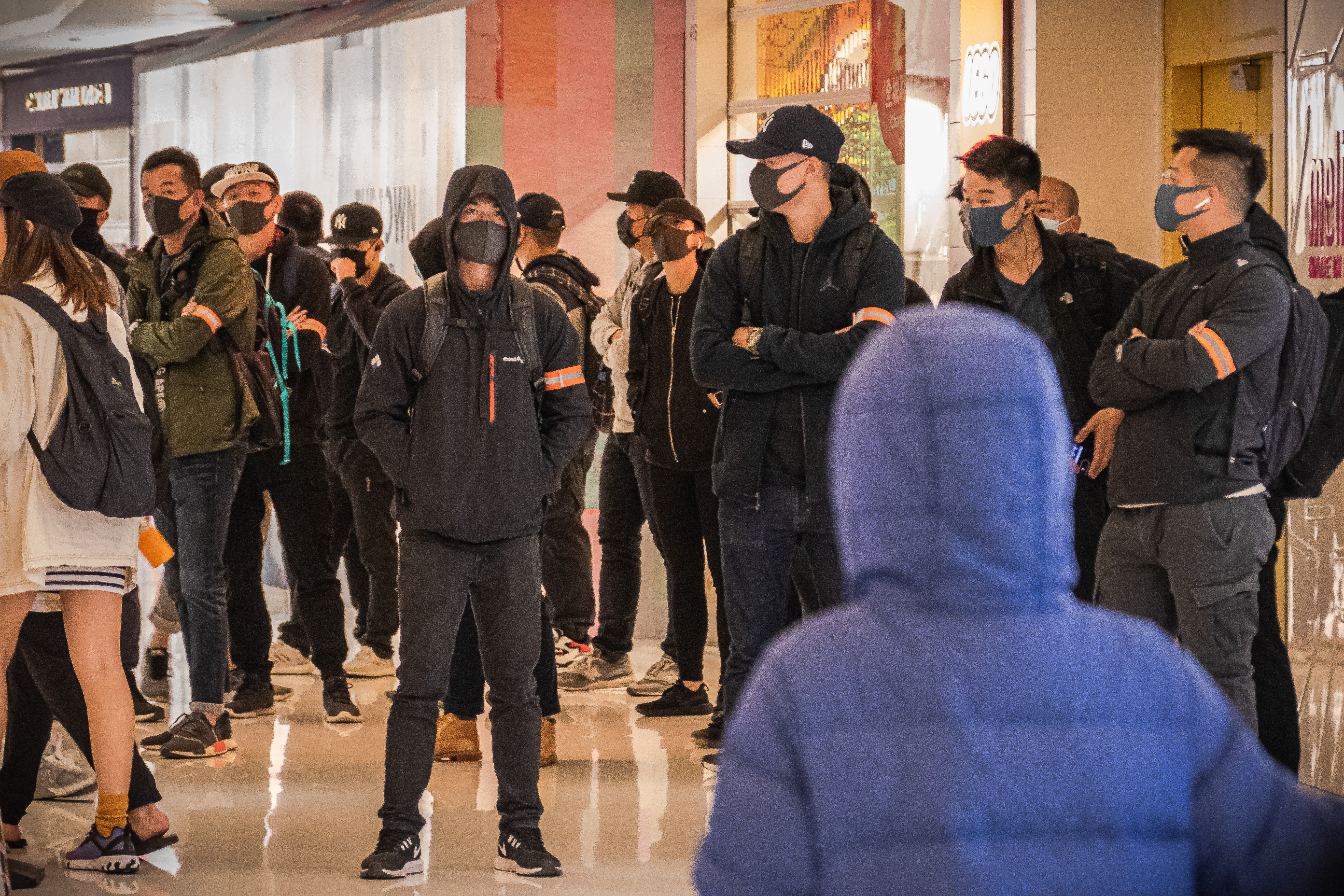
2019年12月的和你Christmas Shop，警員模仿為普通市民，難以讓市民辨別

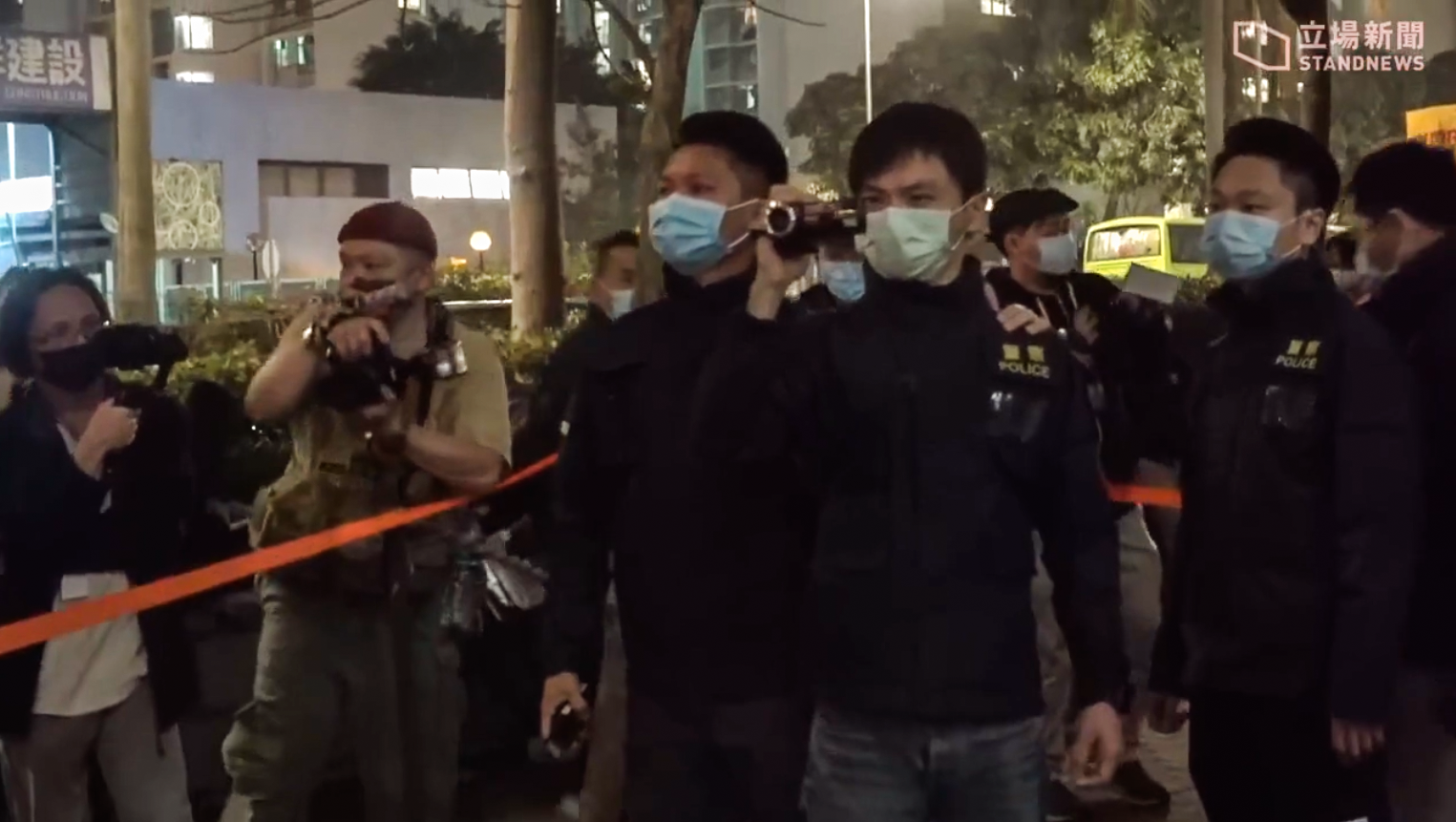
2021年3月4日，西九龍裁判法院外的便衣警員背心沒有擺放委任證

在2019年反送中運動前，香港警隊一向要求警員佩戴委任證，或展示警員編號。然而自6·12佔領行動起，警員屢次違反守則，行動期間未有出示委任證。為此，五名立法會議員於6月27日到灣仔警察總部作出投訴，要求警方作出徹底調查。其後，處理示威的警員，不論軍裝還是便裝人員以面罩蒙面、不出示委任證、不展示警員編號已變成常態。有警員將出示委任證要求視為挑釁，對提出的市民惡言辱罵，甚至毆打、拘捕。8月16日，浸大學生會會長方仲賢被捕期間，四名黑衣警員中有三名仍然拒絕出示委任證。

### 警方回應
警方於7月24日晚上在其Facebook專頁上載影片，引用《警察通例》辯稱警員並非必須在行動期間展示委任證。然而，《警察通例》第20章第14(4)條明確指出只有在「情況不容許」、「影響警隊行動或危及有關人員的安全」和「要求不合理」三種情況下，「軍裝警員」才可選擇不出示委任證，而非所有警員在行動期間可以不必出示委任證。而且，《警察通例》第20章第14(5)條亦列明軍裝警員「其後待情況許可便應即時出示委任證」。由於警方的影片曲解並忽略了《通例》中對其不利的條文而飽受抨擊。 

### 相關事件

#### 被質疑與《警訊》講一套做一套
《警訊》曾在節目中多次表示真正的警察會在行使警察職權時必須要按《警察通例》向市民展示委任證。 
2014年12月14日，西九龍總區刑事總部警司林樹榮在街頭被市民問及為何警員不出示委任證，質疑警方與《警訊》講一套做一套，林樹榮表示《警訊》「太膚淺」。

#### 民間出現第三方辨認警員渠道
由於市民辨認警員身份困難，第三方辨認警員的渠道便成為了市民的需求，自警員在2019年拒絕按《警察通例》出示委任證開始，警員便一直被《香港編年史》和《老豆搵仔》等披露警員個人資料的網站狙擊。

#### 便衣警稱執行職務毋須展示委任證
2019年7月7日晚上近11時警察在旺角彌敦道以「包抄」方式前後包圍示威者。《立場新聞》拍攝到有身穿便衣的警員，戴頭盔、持圓盾參與清場行動，並沒展示警員編號或委任證。有市民質疑他的身份時，該警員高呼：「警察執行職務時，係唔需要展示委任證！」（警察執行勤務時，是不需要展示委任證!）

#### 地產經紀貼文宣至便衣警背部 襲警罪成
2019年12月24日，一名25歲男地產經紀被指在尖沙咀海港城港威商場2樓，被指拍打一名身穿便衣的警長，並把文宣貼紙貼上其背部，而被控襲警罪。被告在續審前被還押31天。而辯方盤問期間認為其打扮與示威者相似，質疑便衣警員隱瞞身份，而被告也知道他是警員。不過警長不同意說法，反指被告一早已經能夠識別身份，但他承認自己案發時未有出示過委任證。最後九龍城裁判法院法官陳慧敏直指被告在便衣警員的背部貼上文宣的行為是「愚昩無比」、極具羞辱成份，是公然對警權作出挑戰。同時指被告口供不盡不實，認為警員證人錯誤微不足道，判處被告監禁3星期。

#### 處長鄧炳強於區議會大會中無法辨認出無委任證警員
2020年1月16日，鄧炳強出席第二次中西區區議會大會，鄧炳強被迫按《警察通例》要求戴上委任證方能被大會准許繼續參與會議，而現場數名便衣警員當中其中一名拒絕出示委任證而被大會趕離場。大會向鄧炳強展示了數名沒有委任證的蒙面男子圖片，鄧炳強只能辨認出其中一名是警員，其餘他皆無法分辨。

#### 劉頴匡因要求警員出示委任證而被控阻差辦公
民間集會團隊發起人劉頴匡於2020年1月19日在遮打花園集會時要求警員出示委任證，被指其不合理地質疑警員身份，涉嫌「阻差辦公」被捕。 

#### 柴灣大廈事件：警方循冒警方向調查不明男子終證實為警員
2020年9月，兩名男子闖柴灣大廈，他們自稱是警員並出示了缺乏照片、缺乏編號的委任證，遭大廈保安拒絕進入並且報警。警方循冒警方向調查案件，一星期後最終證實兩名男子皆為警員。

#### 督察在法庭上稱記者要穿反光衣　「我冇出示委任證都唔能夠當自己係警察啦」
2021年5月10號，督察21998在九龍城裁判法院作供時強調記者會穿反光衣，「冇著反光衣（人士）唔能夠當佢係記者；我冇出示委任證，都唔能夠當自己係警察啦，係咪先？」

## 外部連結
- Web Archive: 香港警務處網站有關出示委任證事宜的歷年網頁備份